# Kalatx-na-Donú
Kalatx-na-Donú o Kalatx del Don - Калач-на-Дону (rus) - és una ciutat de l'óblast de Volgograd, a Rússia. Es troba a la vora del riu Don, a 69 km a l'oest de Volgograd.
És coneguda per ser el punt final del canal Volga-Don, un canal navegable que atravesa ambdós rius homonims.

## Història
La fundació de Kalatx-na-Donú es remunta al 1708 on era coneguda com la granja Kalachevsky.
El 1862 es va realitzar la construcció del ferrocarril que connectava la ciutat amb la línia Volga-Don.
Durant la Segona Guerra Mundial Kalatx tingué un paper important durant la batalla de Stalingrad. Durant el curs de l'Operació Urà, l'Exèrcit Roig acabà a Kalatx l'encerclament del 6è exèrcit alemany. El 23 de novembre de 1942 els fronts soviètics operaren llur unió a Kalatx, tancant així prop de Stalingrad, amb uns 45 km d'amplada i 40 de profunditat, el 6è exèrcit alemany de Friedrich Paulus i un cos d'exèrcit del 7è de Panzers: 22 divisions i 160 unitats autònomes, amb més de 300.000 homes.
Aquesta localitat aconseguí l'estatus de ciutat el 1951.
El 1952 es van finalitzar les obres de construcció del canal Volga-Don on connectava els dos rius homònims. Situant aquesta ciutat al extrem final d'aquest canal.